# Толмачев (посёлок)
Толмачёв — посёлок в Волоконовском районе Белгородской области России. В составе Шидловского сельского поселения.

## География
Посёлок расположен в восточной части Белгородской области, в 11,4 км по прямой к северо-западу от районного центра Волоконовки.

## Население
| 2002 | 2010 |
| ---- | ---- |
| 37   | ↘26  |